# René Rebuffat
René Rebuffat (* 10. September 1930 in Vienne, Département Isère; † 31. Oktober  2019 in Paris) war ein französischer Provinzialrömischer Archäologe, der sich insbesondere mit der Erforschung der römischen Antike in Nordafrika einen Namen gemacht hat.

## Ausbildung und Karriere
Rebuffat war Schüler am collège in Vienne im Département Isère, am Lycée in Nîmes und am Lycée Henri IV in Paris. Anschließend schrieb er sich an einer der weltweit führenden Universitäten, der École normale supérieure (ENS) in der Pariser Rue d’Ulm ein und schloss sein Diplomstudium im Fachbereich Geisteswissenschaften 1952 ab. Zum Abschluss seiner Studienzeit machte er sein Diplom an der École pratique des hautes études. Von 1956 bis 1959 leistete Rebuffat seinen Wehrdienst ab. Im Jahr 1959 wurde er zum Mitglied der École française de Rome ernannt. Von dort entsandte man ihn 1961 zum staatlichen Antikendienst in Marokko, der zur Ausgangsbasis seiner beruflichen Karriere als Archäologe wurde. Er kam 1963 als Wissenschaftlicher Mitarbeiter zum Nationalen Zentrum für wissenschaftliche Forschung (CNRS). Parallel zu seiner Tätigkeit am CNRS war Rebuffat von 1971 bis 1988 als Dozent an der École normale supérieure in der Rue d’Ulm tätig und wurde 1975 promoviert. Im Jahr 1976 richtete er an der CNRS die „Forschungsgruppe für die Römische Armee und die Provinzen“ ein und leitete diese Abteilung bis 1988. Anschließend wurde die Forschungsgruppe in das von der École normale supérieure und der CNRS gemeinsam betriebene Archäologielabor an der Rue d’Ulm integriert. Im Jahr 1992 ernannte man Rebuffat zum Forschungsdirektor im Grad eines Directeur de recherche de classe exceptionnelle (DRCE) beim CNRS. In dieser Stellung wurde er 1998 emeritiert.
Als Archäologe leitete Rebuffat wichtige Ausgrabungen. Er war unter anderem von 1981 bis 2002 Grabungsleiter am marokkanischen Flussbecken des Sebou. Bereits von 1959 bis 1963 hatte er an Ausgrabungen in der antiken Hafenstadt Thamusida, die ebenfalls am Sebou lag, teilgenommen. Gleichzeitig mit seiner Tätigkeit am Sebou war er von 1981 bis 2002 mit einer Bestandsaufnahme des römischen Straßennetzes und der Wirtschaft auf dem ehemaligen Gebiet der gallischen Helvianer im Süden des Départements Ardèche beschäftigt. Zudem forschte er an der Ostküste Korsikas in den Überresten des römischen Aléria und war in Frankreich in Jublains, dem römischen Noviodunum, tätig. 
Rebuffats herausragendste Forschungstätigkeit waren jedoch seine Untersuchungen als Leiter der von 1967 bis 1977 dauernden Ausgrabungen am Kastell Gholaia bei der Oase Bu Njem in Libyen, wobei auch umliegende römerzeitliche Stätten in das Projekt mit einbezogen wurden. Im Jahr 1980 war dieses Projekt offiziell abgeschlossen, wobei die Nacharbeiten nicht nur ihn selbst weit darüber hinaus beschäftigten, sondern noch Generationen nach ihm Untersuchungsmaterial gegeben haben. Gholaia wurde durch die jahrzehntelangen Forschungen Rebuffats zu dem am besten erforschten tripolitanischen Limeskastell. In den Jahren 1976, 1977 und 1979 war er in der Kyrenaika und nahm an Ausgrabungen in der antiken Hafenstadt Apollonia teil.
Seit 2002 widmete sich Rebuffat der Erforschung von Sprachpraktiken im vorislamischen Nordafrika, wozu die epigraphische Aufarbeitung altlibyscher Inschriften gehörte. Er starb am 31. Oktober 2019 im Alter von 89 Jahren in Paris.

## Schriften (Auswahl)
- Aires sémantiques des principaux mots libyques. In: Melanges d’archéologie et d’histoire de l’École Française de Rome 118/1 (2006), S. 267–295.
- Les Romains et les routes caravanières africaines. In Le Sahara. Lien entre lespeuples et les cultures. Actes du Colloque organizé à Douz, S. 221–260.
- L’armée romaine à Gholaia. In: Géza Alföldy, Brian Dobson, Werner Eck (Hrsg.): Kaiser, Heer und Gesellschaft in der römischen Kaiserzeit. Gedenkschrift für Eric Birley. Steiner, Stuttgart 2000, ISBN 978-3-515-07654-8, S. 227–259.
- Le centurion M. Porcius Iasucthan à Bu Njem (Notes et documents XI). In: Libya antiqua, neue Serie 1, 1995, S. 79–123.
- Au-delà des camps romains d’Afrique mineure: renseignement, contrôle, pénétration. In: Hildegard Temporini (Hrsg.): Aufstieg und Niedergang der römischen Welt Bd. 10/2, de Gruyter, Berlin 1982, S. 474–512.
- Maisons à péristyle d’Afrique du Nord. Répertoire des plans publié. In: Melanges d’archéologie et d’histoire de l’École Française de Rome 86 (1974), S. 445–499.
- Bu Njem. In: Libya antiqua 3, 1966–1967, S. 49–137.